# آرسن کانوکوف
آرسن کانوکوف (روسی: Арсен Баширович Каноков؛ زادهٔ ۲۲ فوریهٔ ۱۹۵۷) سیاست‌مدار اهل کشور روسیه است. وی از سال ۲۰۰۵ تا ۲۰۱۳ رهبر کاباردینو-بالکاریا بوده است.